# Municipio de Nelson (Pensilvania)
El municipio de Nelson (en inglés: Nelson Township) es un municipio ubicado en el condado de Tioga en el estado estadounidense de Pensilvania. En el año 2000 tenía una población de 587 habitantes y una densidad poblacional de 23 personas por km².

## Geografía
El municipio de Nelson se encuentra ubicado en las coordenadas 41°59′00″N 77°13′59″O / 41.98333, -77.23306.

## Demografía
Según la Oficina del Censo en 2000 los ingresos medios por hogar en la localidad eran de $32,083 y los ingresos medios por familia eran $36,563. Los hombres tenían unos ingresos medios de $28,333 frente a los $26,563 para las mujeres. La renta per cápita para la localidad era de $15,818. Alrededor del 17,2% de la población estaban por debajo del umbral de pobreza.